# Чабанов, Владимир Анатольевич
Чабанов Владимир Анатольевич (3 февраля 1967, Крымск, Краснодарский край — 7 ноября 2010, Москва, Российская Федерация) — российский военнослужащий. Гвардии полковник. Герой России (1995).

## Биография
- в 1984 году окончил Казанское суворовское училище.
- В 1988 году окончил Ленинградское ВОКУ имени С. М. Кирова
- начал службу на Крайнем Севере в должности командира мотострелкового взвода.
- с 1993 года проходил службу на Северном Кавказе. Участник Первой Чеченской войны
- с 29 декабря 1994 года в составе сводного отряда полка капитан В. А. Чабанов участвовал в разоружении незаконных вооруженных формирований на территории Чеченской республики. В 1995 году Указом Президента Российской Федерации №616 от 21 июня 1995 года за мужество и героизм, присвоено звание Героя Российской Федерации.

### Подвиг
В ходе боевых действий по освобождению города Грозного от чеченских боевиков, командуя ротой, захватил и удерживал железнодорожный вокзал г.Грозный,  выходя из окружения захватил важное в тактическом отношении 12-этажное здание и удерживал его в период с 4 по 15 января 1995 года, обеспечив продвижение основных сил наступающей группировки российских войск. Из 44 человек в роте всего двое погибли и 18 были тяжело ранены. Боевики потеряли здесь до 150 человек, 3 бронемашины и большое количество огневых средств. Чабанов получил ранение и две контузии.

### Дальнейшая биография
С 1996 по 1999 год учёба в Общевойсковой академии имени М. В. Фрунзе. 1999-2000 годы командир 2-го танкового батальона 13-го гвардейского Шепетовского танкового полка 4-й гвардейской Кантемировской танковой дивизии. Затем был начальником штаба  12-го гвардейского Шепетовского Краснознаменного орденов Суворова и Кутузова 2-й степени танкового полка этой же дивизии. После работал начальником отдела в Управлении боевой и тактической подготовки Сухопутных войск.
Скоропостижно скончался 7 ноября 2010 года (расслоение аорты). 10 ноября друг полковника, лидер рок-группы «ДДТ» Юрий Шевчук — написал в его память песню, которую впервые публично исполнил. Владимир Анатольевич был похоронен на Троекуровском кладбище в Москве 10 ноября 2010 года.